# Белебей
Белебей (на башкирски: Бәләбәй) е град, административен център на Белебейски район, автономна република Башкирия, Русия. Населението му към 1 януари 2018 година е 59 175 души.